# 共和国广场 (里昂)
共和国广场（Place de la République）是法国里昂的一个矩形广场，位于里昂第二区，属于被联合国教科文组织列为世界遗产的区域。

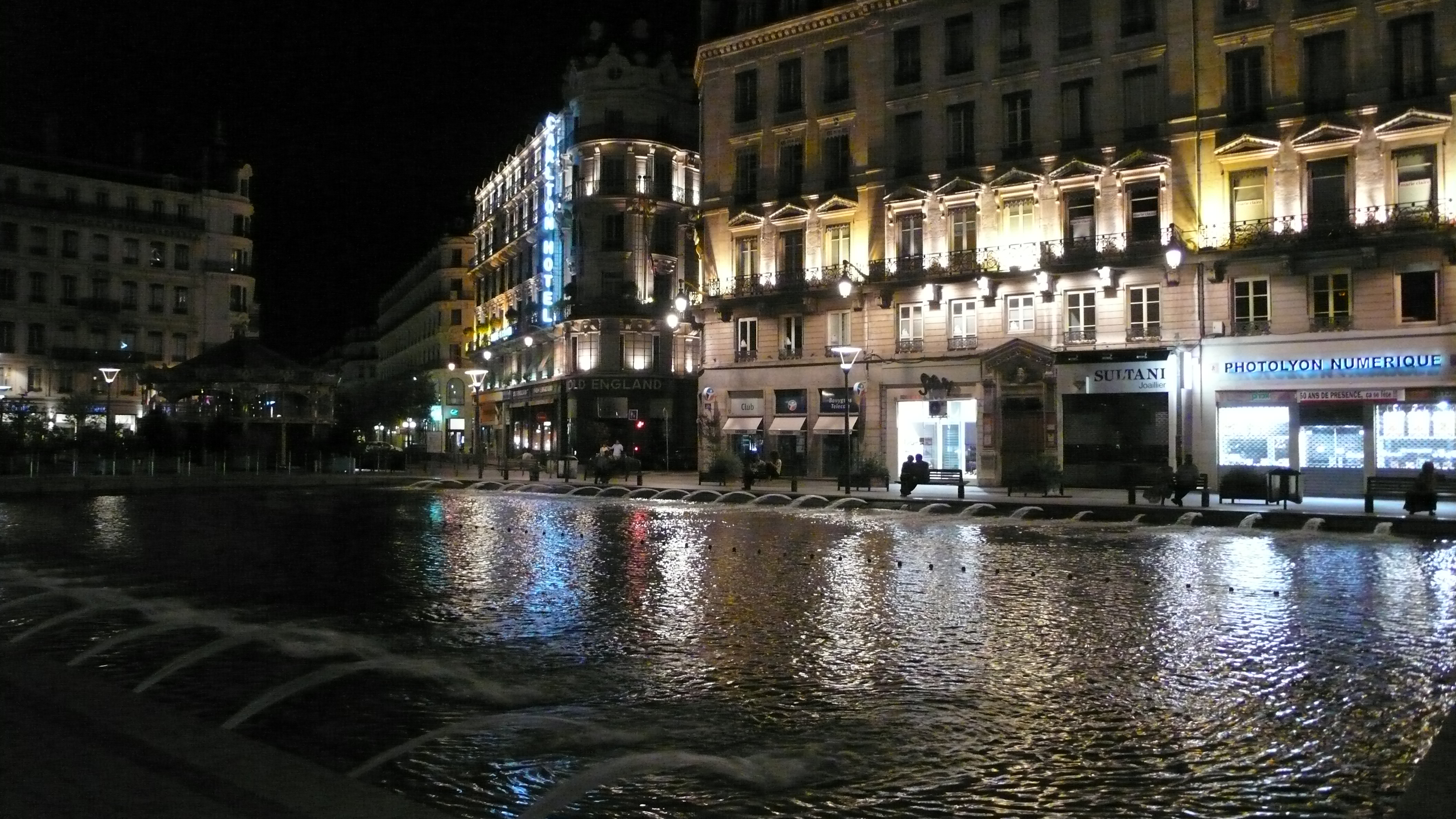
共和国广场

## 历史

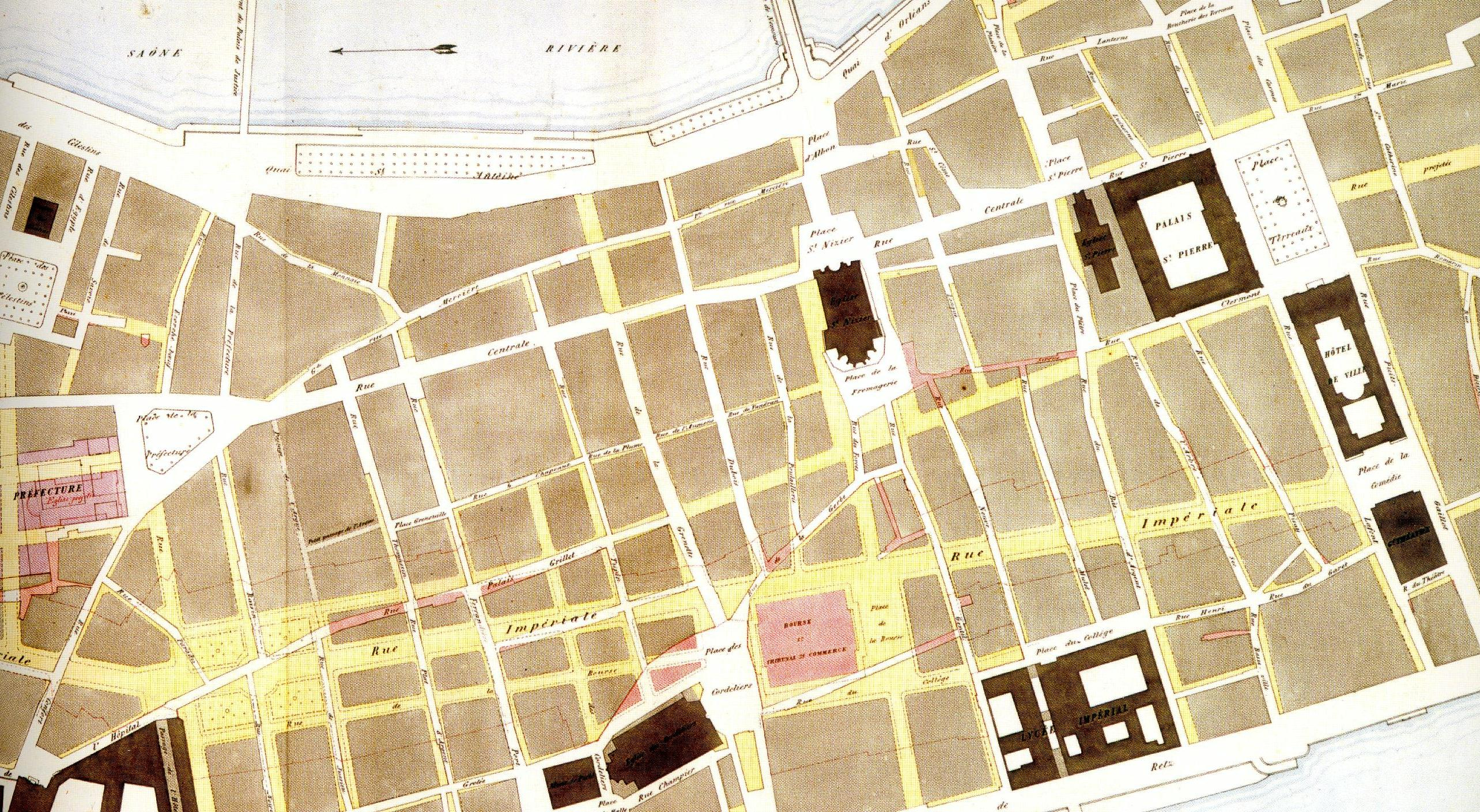

共和国广场创建于半岛地区人口密集的城市街区，开辟于19世纪下半叶。从1862年到1871年，它名为帝国广场，后更名为里昂广场。1878年9月5日，里昂街更名为共和国街，广场可能在这时改为现名。
最初，广场中心有一座喷水池，东西两侧是两个花坛和树木。在20世纪初，增建了玛利·弗朗索瓦·萨迪·卡诺雕塑，但是在1974年修建地铁时移走。1990年，又修建了地下停车场。。

## 位置和建筑
经希尔德贝尔特街连接白莱果广场，另外三条街直接连接到该广场：rue Jean de Tournes, rue Stella 和 卡诺总统街。白银廊街从赫里欧总理街可到达此广场，一共有11条街通往共和国广场。